# Rytterknægten
Rytterknægten is het hoogste punt van het Deense eiland Bornholm en ligt op 162 m boven zeeniveau. 
Rytterknægten ligt midden in het natuur- en bosgebied Almindingen. Hierop is in 1865 Kongemindet, een uitkijktoren, gebouwd als eerbetoon aan koning Frederik VII van Denemarken met zijn vrouw Wilhelmina Marie van Denemarken die enige jaren daarvoor deze plek bezochten. In 1899 werd de toren hoger gemaakt omdat het omringende bos hoger groeide. De toren wordt gebruikt voor het doen van vogeltrekwaarnemingen.

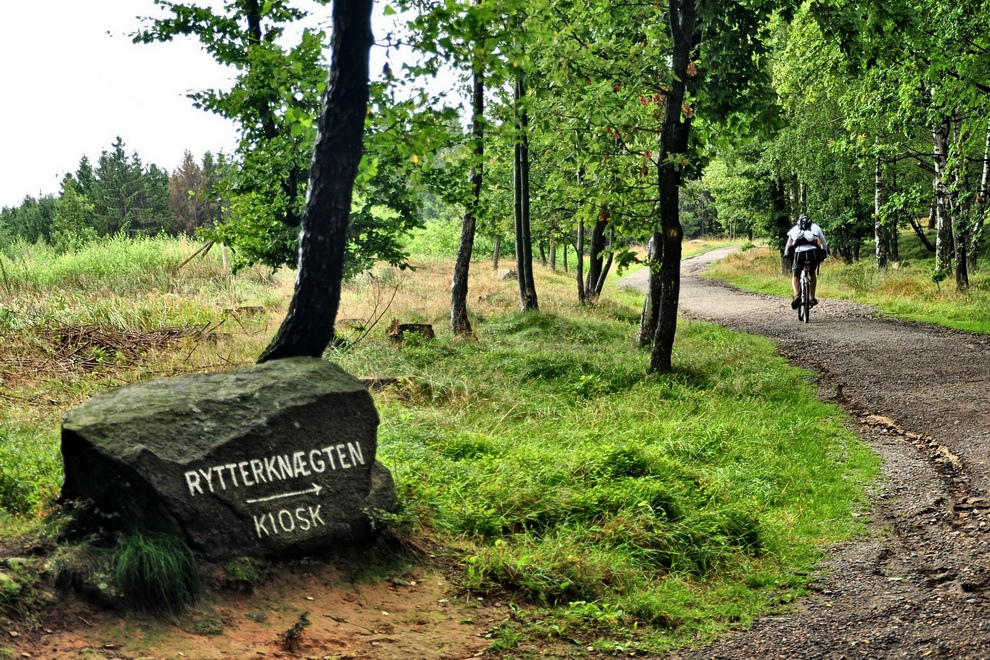
Pad naar Rytterknægten, het hoogste punt op het eiland Bornholm, 162 m boven zeeniveau
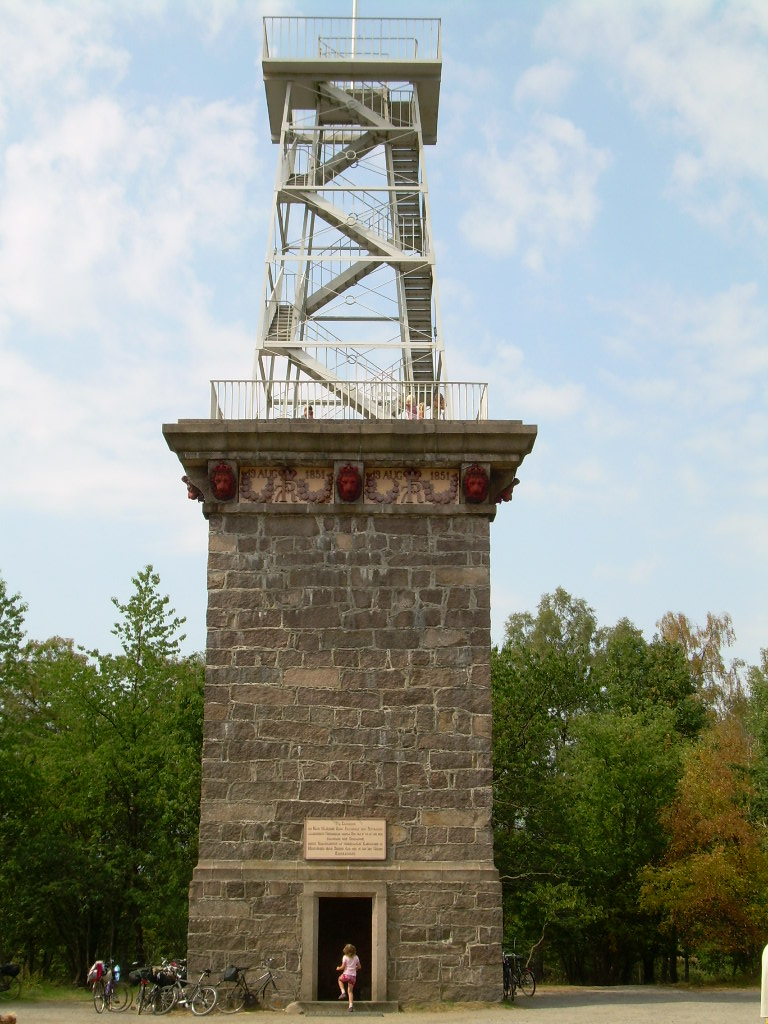
Kongemindet
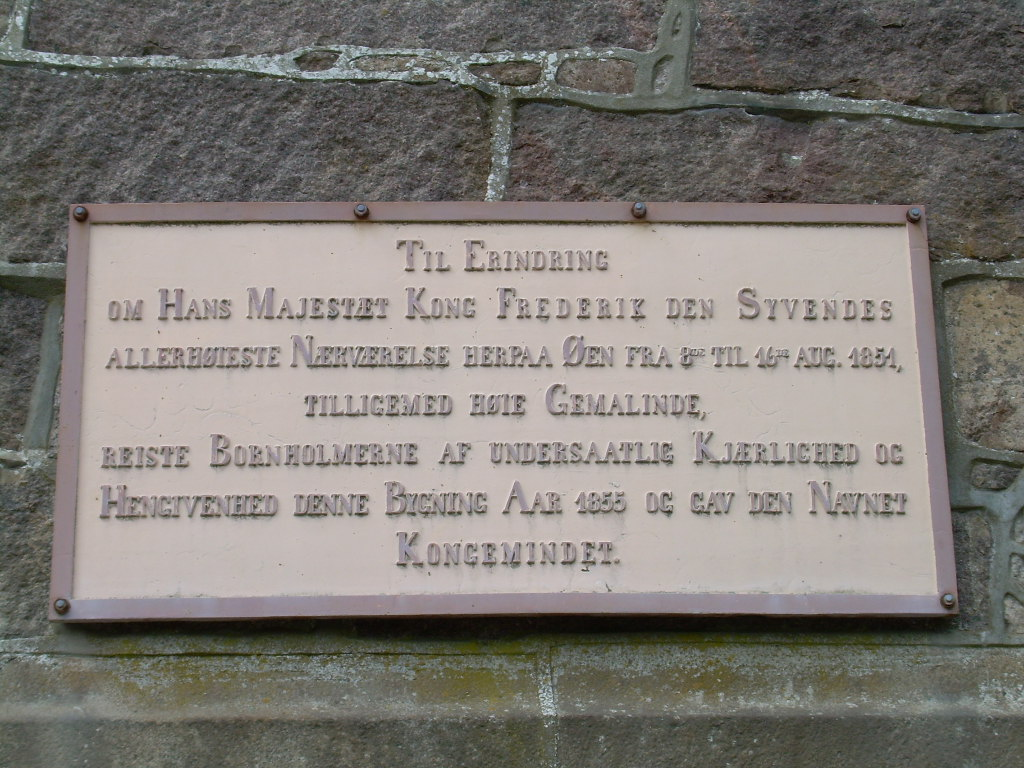
Gedenkplaat op Kongemindet ter ere van het koninklijk bezoek in 1865
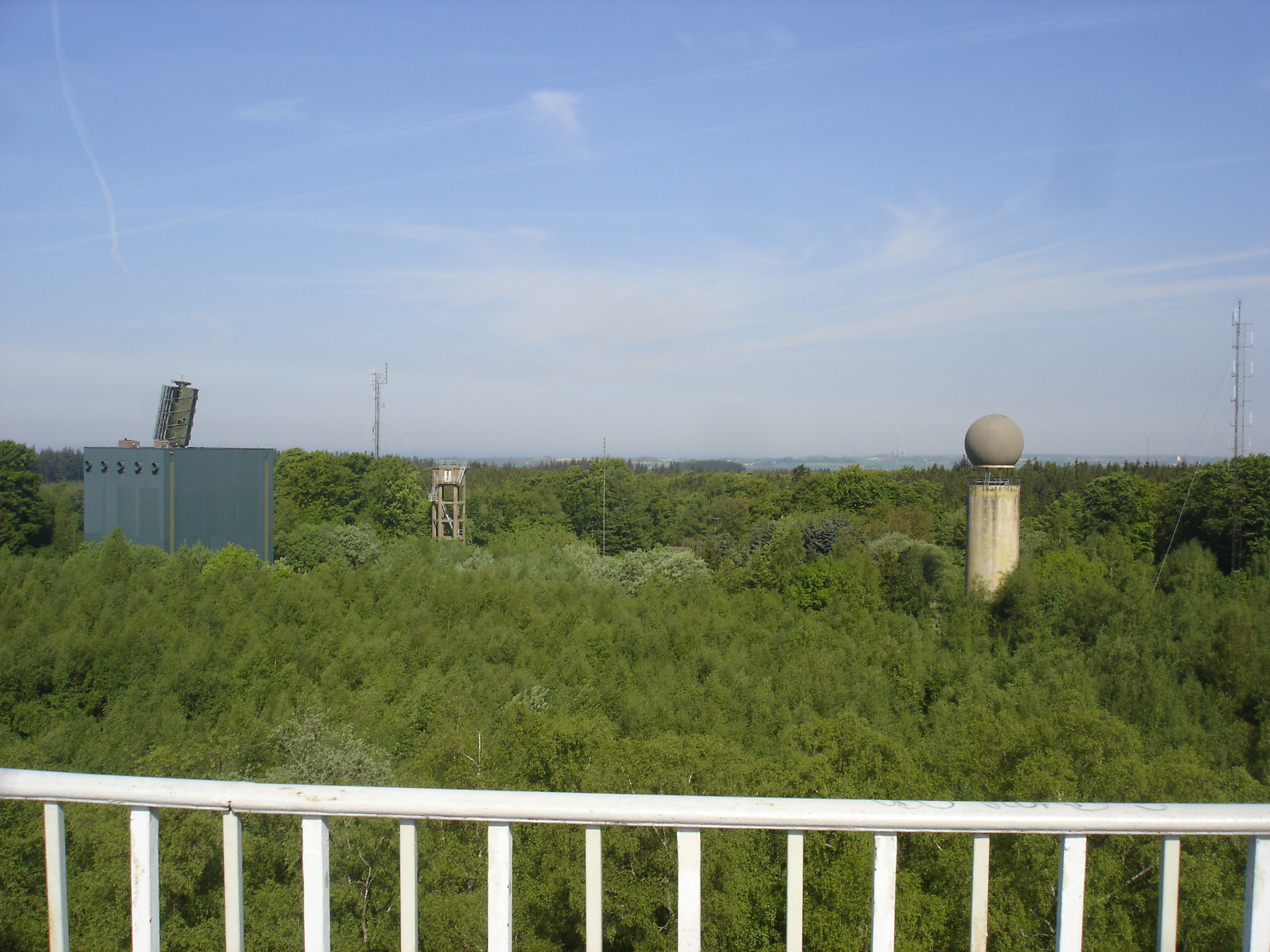
Radarhoved Bornholm - radarstation van Flyvevåbnets kontrol- og varslingstjeneste tijdens de Koude Oorlog gezien vanaf Kongemindet

Steden: Aakirkeby · Allinge-Sandvig · Hasle · Nexø · Rønne

Dorpen: Aarsdale · Balka · Gudhjem · Klemensker · Listed · Lobbæk · Nyker · Nylars · Østerlars · Østemarie · Pedersker · Snogebæk · Sorthat-Muleby · Svaneke · Tejn · Vestermarie

Buurtschappen: Arnager · Årsballe · Boderne · Bodilsker · Bølshavn · Dueodde · Helligpeder · Ibsker · Knudsker · Melsted · Olsker · Poulsker · Rø · Rutsker · Sandkås · Smørenge · Stenseby · Teglkås · Vang

Omgeving op en nabij Bornholm: Almindingen · Christiansø · Døndalen · Ekkodalen · Ertholmene · Frederiksø · Gryet · Hammeren · Paradisbakkerne · Rytterknægten · Stammershalle · Troldeskoven